# Dysphania plena
Dysphania plena är en fjärilsart som beskrevs av Walker 1856. Dysphania plena ingår i släktet Dysphania och familjen mätare. Inga underarter finns listade i Catalogue of Life.